# Gravina di Catania
Gravina di Catania ist eine Stadt der Metropolitanstadt Catania in der Region Sizilien in Italien mit 25.317 Einwohnern (Stand 31. Dezember 2023).

## Lage und Daten
Gravina di Catania liegt 14 km nördlich von Catania am Südhang des Ätnas. Die Einwohner arbeiten hauptsächlich in der Landwirtschaft und in der Verarbeitung diverser Steine. 
Die Nachbargemeinden sind Catania, Mascalucia, Sant’Agata li Battiati und Tremestieri Etneo.

## Geschichte
Das genaue Gründungsjahr ist unbekannt. 1646 wurde der damalige Ort zum Fürstentum der Valguarnera. Der Name leitet sich von den langjährigen Lehnsherren ab, den Gravina di Catania.

## Sehenswürdigkeiten
- Pfarrkirche im barocken Stil, erbaut im 18. Jahrhundert